# Михаил Житняков
Михаил Житняков е руски певец, вокалист на група Ария.

## Биография
Роден е през 1979 в село Константиново. Занимава се с музика от тийнейджърските си години, когато участва във ВИА при местния дом на културата. По негово предложение в репертоара на ансамбъла са добавени две песни на Ария – „Потеряный рай“ и „Улица роз“. По-късно почти всички песни на ансамбъла са кавъри на Ария. През 2001 Житняков завършва Държавният университет за нефт и газ и получава диплома за инженер-механик и работи във фирмата „Мостранснефтепродукт“. Михаил отново започва да се занимава с музика през 2004, когато постъпва в неизвестната тогава група „Гран Кураж“. С тях записва 3 албума и едно EP. През 2009 участва в проекта на Маргарита Пушкина „Marghenta“, изпълнявайки песента „Опрокинутость (В небе)“ от албума „Дети Савонаролы“.
През лятото на 2011 заменя Артур Беркут като вокалист на „Ария“. С Житняков в състава си групата записва албума „Феникс“. В края на годината са първите концерти на Житняков с Ария, проведени в Русия, Украйна и Казахстан. През февруари 2012 излиза третият албум на „Гран Кураж“ „Сердца в Атлантиде“, след което Житняков напуска групата, но продължава да участва на концертите на групата. През април 2012 е издаден албумът „Live in studio“, в който Михаил изпява най-големите хитове на „Ария“. Заедно с китариста Сергей Маврин записва песента „Русь“, която попада в албума на Маврин „Противостояние“. През 2013 участва като гост-вокалист в песента „Железный лес“ на „Marghenta“ и в песента „Ангелы“ на „Черный обелиск“.